# Lublinski trikotnik
Lublinski trikotnik (litovsko Liublino trikampis; poljsko Trójkąt Lubelski; ukrajinsko Люблінський трикутник, latinizirano: Ljublins'kyj trykutnyk) - tristranska platforma za politično, gospodarsko, kulturno in socialno sodelovanje med Litvo, Poljsko in Ukrajino, katere namen je podpirati vključevanje Ukrajine v EU.
Države iz Lublinskega trikotnika so izrazile podporo obnovi ozemeljske celovitosti Ukrajine znotraj mednarodno priznanih meja in pozivajo h koncu ruske agresije nanjo. V Lublinskem trikotniku ima Ukrajina status okrepljenega partnerja zveze NATO in navaja, da je ponujanje akcijskega načrta za njeno članstvo v NATO naslednji potreben korak v tej smeri.
Tripartitna oblika temelji na tradiciji in zgodovinskih povezavah treh držav. Ustrezno skupno izjavo so ministri podpisali 28. julija v Lublinu na Poljskem. Lublin je bil izbran posebej kot namig na srednjeveško Lublinsko unijo, ki je ustvarila poljsko- litovsko Commonwealth, eno največjih evropskih držav v tistem času.
Ideja o ustanovitvi takšne organizacije pripada Adamu Czartoryskemu, ki ga je izrazil Vjačeslav Čornobil.

## Zgodovina
Skupna izjava ministrov za zunanje zadeve Litvi, na Poljskem in v Ukrajini od Linas Linkevičius, Jacek Chaputowicz in Dmitro Kuleba o oblikovanju format je bil podpisan 28. julij 2020 v Lublinu na Poljskem.
1. avgusta 2020 je ukrajinski minister Dmytro Kuleba povabil beloruskega ministra za zunanje zadeve Vladimirja Makeija na drugo srečanje, ki bo v Kijevu. Med gospodarskim forumom v poljskem Karpaczu 10. septembra 2020 je direktor vzhodnega oddelka poljskega zunanjega ministrstva Jan Hofmokl izjavil, da bi moral biti Lublinski trikotnik dejansko kvadrat z Belorusijo. Po njegovem mnenju je bil Minsk v začetni fazi zainteresiran za ta politični projekt, pozneje pa si je premislil.
17. septembra 2020 je bilo prvo srečanje (v video formatu) nacionalnih koordinatorjev Lublinskega trikotnika, ki so ga julija 2020 ustanovili zunanji ministri Ukrajine, Poljske in Litve. Vasyl Bodnar (Ukrajina), Marcin Pszydach (Poljska) in Dalus Cekuolis (Litva) so bili imenovani za koordinatorje tega tristranskega mehanizma sodelovanja. Strani sta razpravljali o pripravah na naslednje srečanje zunanjih ministrov iz Lublinskega trikotnika, ki bo na pobudo ministra Dmytra Kulebe v Kijevu. Ena glavnih nalog Lublinskega trikotnika bi morala biti usklajevanje ukrepov Ukrajine, Poljske in Litve za učinkovit odziv na izzive in grožnje skupni varnosti, med katerimi je prednostna naloga boj proti hibridnim grožnjam Rusije.
29. januarja 2021 je med prvim spletnim srečanjem Lublinskega trikotnika ukrajinski zunanji minister Dmytro Kuleba na brifingu izjavil, da so Ukrajina, Litva in Poljska naklonjene Belorusiji, da se pridruži Lublinskemu trikotniku, vendar čas še ni napočil.
"Seveda je brez Belorusije Lublinski trikotnik nekoliko nepopoln. Na koncu bi si želeli, da bi se pridružila demokratična Belorusija in "Lublinski trikotnik" spremenila v Lublinski "kvadrat". Toda čas za to še ni prišel. Hkrati pa vsi razumemo, da razmere v Belorusiji ne vplivajo le na dvostranske odnose države s sosednjimi državami, temveč tudi na razmere v regiji kot celoti, "je dejal Kuleba in povzel prvo srečanje v Lublinski trikotnik.
28. februarja 2021 je postalo znano, da je konec januarja 2021 beloruska predsednica Svitlana Tikhanovska leta 2020 najprej stopila v stik z zunanjim ministrom Ukrajine Dmytrom Kulebo, kjer nas je povabil na sestanek Lublinskega trikotnika in čaka na povabilo na srečanje brez povezave z gospodom Kulebo in z Vrhovno rado. Svitlana je opozorila, da si želi, da bi "Lublinski trikotnik" postal "Lublinska četverica".

## Mehanizmi sodelovanja
V skladu s to skupno izjavo Litve, Poljske in Ukrajine bi se morali zunanji ministri pogodbenic redno sestajati, zlasti na področju večstranskih dejavnosti, in ob sodelovanju izbranih partnerjev. Organizirali bodo tudi posvetovanja na ravni vodstva ministrstev za zunanje zadeve svojih držav in na teh ministrstvih ustvarili položaje predstavnikov o sodelovanju znotraj Lublinskega trikotnika.
"Združujejo nas ne le skupne vrednote in interesi, temveč tudi skupna odgovornost za prihodnost naših držav in regije, v kateri živimo in ki je v zadnjih letih v središču globalne politike," je dejal Vasyl Bodnar. rekel.
Namestnika ministra sta se tudi dogovorila, da bosta začela tristransko tematsko posvetovanje na ravni direktorjev zunanjih ministrstev treh držav. Koordinatorji so pomembno pozornost namenili razmeram v Belorusiji in nekaterih drugih državah v regiji. Vasyl Bodnar se je zahvalil partnerjem za njihovo stalno podporo teritorialni celovitosti in suverenosti naše države ter podporo pri preprečevanju ruske agresije. Svoje sodelavce je seznanil tudi z glavnimi cilji Krimske platforme in pozval Poljsko in Litvo k aktivnemu sodelovanju v okviru platforme, katere cilj je dekokupirati Krim.
12. oktobra 2020 je ukrajinski premier Denis Shmygal opozoril na pomen novonastalega "Lublinskega trikotnika" in poljskega predsednika Andrzeja Dudo povabil k razširitvi njegovega formata, in sicer k razpravi o možnosti sestanka voditeljev vlad v " Lublinski trikotnik "med obiskom Ukrajine.
27. februarja 2021 je litovski zunanji minister Gabrielius Landsbergis za ukrajinski Radio Liberty dejal, da pobuda Lublinskega trikotnika, ki združuje Ukrajino, Litvo in Poljsko, Ukrajino približuje evropskim integracijam:
"Menim, da je ta oblika zelo koristna. Prepričan sem, da je to obliko mogoče razširiti, da ne govorimo samo o politiki. Lahko bi razpravljali tudi o skupni zgodovini, geopolitiki, ekonomiji in mnogih drugih stvareh. Takšna komunikacija omogoča do neke mere strukturiranje našega sodelovanja ... Seveda je zelo koristna in približuje evropsko integracijo Ukrajine, «je dejal.
Prepričan je tudi, da je pobuda Krimske platforme "izjemno koristna ne le za iskanje konkretnih rešitev, temveč tudi za opozarjanje na problem okupacije Krima."

## Pobude

### Medparlamentarna skupščina
Medparlamentarna skupščina Vrhovne rade Ukrajine, Seim in Senat Republike Poljske ter Seim Republike Litve so bili ustanovljeni leta 2005, da bi vzpostavili dialog med tremi državami v parlamentarni razsežnosti. Ustanovna seja skupščine je bila 16. junija 2008 v Ljubljani Kijev, v Ukrajini. Znotraj skupščine delujejo odbori za evropsko in evroatlantsko povezovanje Ukrajine, humanitarno in kulturno sodelovanje.

### Skupna ekipa
Litovsko-poljsko-ukrajinska brigada je večnacionalna enota z zmogljivostmi skupne vojaške brigade, zasnovana za izvajanje neodvisnih vojaških operacij v skladu z mednarodnim pravom ali za sodelovanje v takih operacijah. Sestavljajo ga posebne vojaške enote treh držav, izbrane med 21. puško brigado Pidgal (Poljska), 80. jurišno brigado (Ukrajina) in bataljonom velike vojvodinje Birute Ulan (Litva).
Litovsko-poljsko-ukrajinska brigada je bila ustanovljena v okviru tristranskega sodelovanja na obrambnem področju leta 2014. Zagotavljanje nacionalnega prispevka večnacionalnim vojaškim formacijam z visoko pripravljenostjo ( sporazumi o rezervah ZN, bojne taktične skupine EU, Natove odzivne sile ) ter mednarodnim mirovnim in varnostnim operacijam pod okriljem OZN, EU, Nata in drugih mednarodnih varnostnih organizacij na podlagi mandata Varnostnega sveta OZN in v primeru odobritve parlamentov sodelujočih držav.
Od leta 2016 je LitPolUkrbrig pomemben element prizadevanj zveze NATO za izvajanje standardov v oboroženih silah Ukrajine. Glavne dejavnosti brigade vključujejo usposabljanje ukrajinskih častnikov in vojaških enot v teh standardih, načrtovanje in izvajanje operativnih nalog ter vzdrževanje operativne pripravljenosti.

## Primerjava držav
| Ime                        | Litva                                                                                             | Poljska                                                                                           | Ukrajina |
| Uradno ime                 | Republika Litva ( Lietuvos Respublika )                                                           | Republika Poljska ( Rzeczpospolita Polska )                                                       | Ukrajina |
| -------------------------- | ------------------------------------------------------------------------------------------------- | ------------------------------------------------------------------------------------------------- | --- |
| Emblem                     |                                                                                                   |                                                                                                   | |
| Zastava                    | Litva                                                                                             | Poljska                                                                                           | Ukrajina |
| Prebivalstvo               | 2.794.329                                                                                         | 38.383.000                                                                                        | 41,660,982 |
| Kvadrat                    | 65.300. Najpogostejši km² (25.200 milj)                                                           | 312.696. Najpogostejši km² (120.733 milj)                                                         | 603,628 km² (233.062 milj) |
| Gostota prebivalstva       | 43 oseb / km²                                                                                     | 123 oseb / km²                                                                                    | 73 oseb / km² |
| Sistem                     | Enotna parlamentarno-predsedniška ustavna republika                                               | Enotna parlamentarno-predsedniška ustavna republika                                               | Enotna parlamentarno-predsedniška ustavna republika |
| Prestolnice                | Vilna - 580.020 (810.290 metropolitansko območje)                                                 | Varšava - 1.783.321 (3.100.844 metropolitansko ozemlje)                                           | Kijev - 2.950.800 (3.375.000 metropolitansko območje) |
| Največje mesto             | Vilna - 580.020 (810.290 metropolitansko območje)                                                 | Varšava - 1.783.321 (3.100.844 metropolitansko ozemlje)                                           | Kijev - 2.950.800 (3.375.000 metropolitansko območje) |
| Uradni jeziki              | Litovščina ( de facto in de jure )                                                                | Poljščina ( de facto in de jure )                                                                 | Ukrajinščina ( de facto in de jure ) |
| Sedanji šef vlade          | Premier Saulius Skvernalis (2016 - danes)                                                         | Premier Mateusz Morawiecki ( Pravo in pravičnost ; 2017 - danes)                                  | Premier Denis Shmygal (2020 - danes) |
| Sedanji vodja države       | Predsednik Gitanas Nauseda (2019 - danes)                                                         | Predsednik Andrzej Duda ( Pravo in pravičnost ; 2015 - danes)                                     | Predsednik Volodimir Zelenski (Sluga narodu ; 2019 - danes)                                                                                                 |
| Glavne religije            | 77,2% katoličani, 4,1% pravoslavci, 0,8% staroverci, 0,6% luterani, 0,2% reformatorji, 0,9% drugi | 87,58% rimokatolikov, 7,10% težko rečem, 1,28% druge vere, 2,41% nereligioznih, 1,63% ni določeno | 67,3% pravoslavnih, 9,4% grkokatolikov, 0,8% rimokatolikov, 7,7% neodločenih kristjanov, 2,2% protestantov, 0,4% Judov, 0,1% budistov, 11,0% ne-denominacij |
| Etnične skupine            | 84,2% Litovcev, 7,1% Poljakov, 5,8% Rusov, 1,2% Belorusov, 0,5% Ukrajincev, 1,7% drugih           | 98% Poljaki, 2% drugi ali niso navedeni                                                           | 77,8% Ukrajincev, 17,3% Rusov, 0,8% Romunov in Moldavcev, 0,6% Belorusov, 0,5% Krimskih Tatarjev, 0,4% Bolgarov, 0,3% Madžarov, 0,3% Poljakov, 1,7% drugih  |
| BDP (nominalni)            | - $54,219 млрд (2018) (80 місце) - $20,355 на душу населення (2018) (42 місце)                    | - $585.816 млрд (2018) (21 місце) - $15,426 на душу населення (2018) (56 місце)                   | - $161.872 млрд (2020 кошторис) (56 місце) - $3,881 на душу населення (2020 кошторис) (119 місце)                                                           |
| Zunanji dolg (nominalni)   | 34,48 milijarde USD (2016) - 31,6% BDP                                                            | 281,812 milijarde USD (2019) - 47,5% BDP                                                          | 47,9 milijarde USD (2018) - 46,9% BDP |
| BDP (PKS)                  | - $107 млрд (2018) (83 місце) - $38,751 на душу населення (2018) (38 місце)                       | - $1.215 трильйон (2018) (23 місце) - $32,005 на душу населення (2018) (41 місце)                 | - $429.947 млрд (2018) (48 місце) - $10,310 на душу населення (2018) (108 місце)                                                                            |
| Valuta                     | Evro (€) - EUR                                                                                    | Poljski zlot (PLN) - PLN                                                                          | Ukrajinska grivna (() - UAH |
| Indeks človekovega razvoja | 0.869 дуже високо 34 місце - 0.774 дуже високо IHDI 13 місце                                      | 0.872 дуже високо 34 місце - 0.801 дуже високо IHDI 27 місце                                      | 0.750 високо 88 місце - 0.701 високо IHDI 54 місце |